# Hjelmeskjæret
Hjelmeskjæret est une île norvégienne du comté de Hordaland appartenant administrativement à Kjerrgarden.

## Description
Désertique, il s'agit de trois rochers qui s'étendent sur environ 75 m de longueur pour une largeur approximative équivalente. 